# Mutuípe
Mutuípe é um município brasileiro do estado da Bahia e uma das principais cidades que compõem o Vale do Jiquiriçá. De acordo com a estimativa populacional do IBGE de 2024, sua população é de 20 612 habitantes e possui uma área de 275,854 km². Foi elevado de distrito à município em 1926, quando se emancipou de Jiquiricá.
O município é o quinto mais populosos dentre os membros do Vale do Jiquiriçá, e tem sua economia marcada pelo cacau, tendo sido assim desde sua fundação, sendo de grande importância para a produção desse fruto na região.

## Etimologia
De acordo com Teodoro Sampaio, o nome do município vem das palavras ‘’mutum’’, nome de uma fazenda importante para a criação da cidade e de uma ave local, e ‘’ipe’’, que significa ‘’forte’’ em tupi-guarani.

## História
Na primeira metade do século XIX, a área próxima ao Rio Jiquiriçá era completamente habitada por indígenas cariris, que tiveram que, aos poucos, sair do local. No ano de 1849, Manoel João da Rocha, junto com outras pessoas, chegou ao local onde hoje fica a sede da cidade, e adquiriu um pedaço de terra dos indígenas por uma espingarda, vísceras de um boi e 9$000 réis.
Foram construídas algumas propriedades no local, incluindo a Fazenda Mutum. Na época, a fazenda ficava localizada no município de Jiquiriçá. Por estar próxima a uma estrada que ligava o sertão do sudoeste baiano a Minas Gerais, tropeiros que passavam pela região usavam a construção como lugar de repouso e reabastecimento. Isso, junto com o fato de que o solo da região era fértil, fez com que um núcleo de agricultores e negociantes começasse a se formar próximo a fazenda, por volta de 1900. A chegada da Estrada de Ferro de Nazaré, em 1905, impulsionou ainda mais o desenvolvimento local, conectando a localidade ao porto de Nazaré. Com a Lei Estadual n° 778, aprovada em 1910, a sede do distrito de Paz do Riacho da Cruz foi transferida para o povoado. O desenvolvimento de Mutuípe foi prejudicado por duas coisas: A enchente do Rio Jiquiriçá, que ocorreu no ano de 1914, e um surto de varíola em 1919.

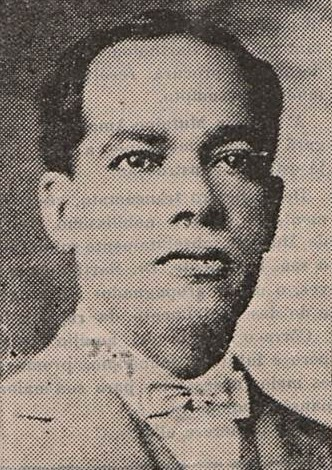
Bartolomeu Chaves, primeiro intendente de Mutuípe

No ano de 1920, se iniciou um movimento de emancipação com o objetivo de elevar o local ao status de município. Com isso, em 26 de julho de 1926, foi assinada a Lei Estadual n° 1882, que criou o município de Mutuípe, instalado apenas no dia 12 de outubro do mesmo ano. Com a emancipação, veio também a primeira pessoa administrar a cidade, o Dr. Bartolomeu Antero Chaves, que ganhou um apreço da população após ser enviado para tratar do surto de varíola de 1919 e ajudar Mutuípe a conquistar a emancipação.

### Após a emancipação
Até 1959, o ensino de Mutuípe chegava apenas até o primário (atual fundamental I). Para os que quisessem prosseguir na educação, era necessário se matricular em escola em cidades próximas, ou até na capital. Devido aos lentos meios de transporte da cidade, a melhor opção era estudar em internatos, que em sua maioria eram caros. Sabendo dessa dificuldade, o Dr. Julival Rebouças, ex-prefeito da cidade que trabalhava na época na Inspetoria Seccional de Ensino, em Salvador, solicitou a criação de um ginásio (atual fundamental II) no município. Assim, no ano seguinte, inaugurou-se o Ginásio de Mutuípe, no Grupo Escolar Ruy Barbosa, tendo como primeiro diretor o Dr. Samuel Antonio de Oliveira.
Nos anos 60, Mutuípe passava por dificuldades. serviços como energia elétrica, comunicações, saúde, entre outros, não estavam em boas condições. Além disso, a estrada de ferro que conectava a cidade ao resto do país estava se degradando, e próxima do seu fim. A deterioração de linha férrea afetou a cidade, pois quase não havia outros caminhos para sair do local, e os que existiam eram tortuosos e precários, quase inutilizáveis para qualquer meio de transporte que não fossem animais.
Assim, Alberto Xavier, vereador e agricultor local, tomou iniciativa para construir uma estrada para Laje, uma cidade próxima. Com pouco apoio do poder público, ele juntou diversas pessoas para planejar a obra. Com ajuda de doações e colaboradores, locais, foi possível comprar o equipamento. Depois de muito tempo, trabalhando nas matas e lutando contra o terreno da região, foi finalizada uma simples estrada, que serviu como a melhor forma de sair e entrar na cidade.
Após isso, começou a construção de outra estrada, dessa vez em direção a Amargosa. na década de 50, já havia uma pequena estrada que levava até o Rio Ribeirão, que foi usada como base para o novo projeto. O relevo dificultava o processo, mas uma topografia feita a pedido da prefeitura permitiu que a obra fosse realizada. Em poucos anos, já estava pronta. Com o tempo, sofreu reformas, e veio a se tornar a BA-540.
Foi em 1964 que a estrada de ferro, que já estava deteriorada, foi finalmente desligada, por causa de uma enchente do rio que danificou sua estrutura. No final da década de 60, o município começou a se recuperar da crise. Foi instaurada uma linha de ônibus para a capital do estado, estradas foram construídas para a zona rural, além de investimentos em áreas como saúde e educação. Na década seguinte, o serviço telefônico chegou ao local através da Telebahia. Por fim, houve um desenvolvimento da produção do cacau. Esses eventos ajudaram na recuperação de Mutuípe.
Na manhã do dia 30 de agosto de 2020, Mutuípe foi surpreendida por um terremoto de magnitude 4,6 na escala Richter se tornado o epicentro na região. Não houve grandes danos, apenas rachaduras em algumas casas. O acontecimento não foi uma novidade na cidade, já que outros tremores foram registrados no local em outros anos, como em 2010 e em 2019.

## Geografia

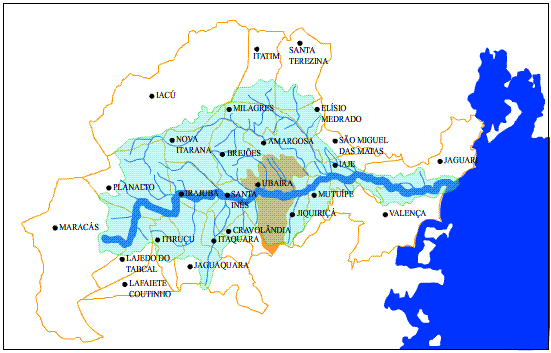
Bacia do Rio Jiquiriçá

Mutuípe está localizado na mesorregião do Centro-Sul baiano e na microrregião de Jequié, e faz parte da região intermediária e da imediata de Santo Antônio de Jesus. Além disso, o município faz parte do Vale do Jiquiriçá. A área total do município é de 275,854 km², sendo o 365° maior em área dentre as 417 cidades do estado. Ele está a 230 km da capital do estado, Salvador, e é atravessado pela BR-420 e pela BA-540. A elevação da cidade é de 271 metros em relação ao nível do mar.
O município está localizado na bacia hidrográfica do Rio Jiquiriçá, que ocupa uma área de 6 900 km². Esta, por sua vez, é a maior sub-bacia da bacia do Recôncavo Sul, com 17 400 km². O bioma predominante na região é a Mata Atlântica. Em relação ao clima, ele é classificado como tropical de monção. A temperatura local média é de 23,8 °C, e a pluviosidade média anual é de 1347,8 mm.
Mutuípe faz limite com 5 municípios: Jiquiriçá, a oeste, Laje, ao norte, Valença, a leste, Presidente Tancredo Neves, ao sul e sudeste e Teolândia, ao sul.

## Demografia
De acordo com o censo do IBGE de 2022, a população de Mutuípe é de 20 037 pessoas, fazendo-o o 160° município mais populoso do estado, e tem uma densidade demográfica de 72,64 habitantes por km² , o que o faz ficar em 55° dentre os municípios da Bahia nesse quesito. Segundo este mesmo censo, a cidade teve uma alteração de -6,6% em sua população em relação ao censo de 2010. De acordo com o último censo citado, 50,4% (10 852) da população de Mutuípe é do sexo feminino e 49,6% (10 597) é do sexo masculino. Por fim, os dados de 2010 indicavam que 9.659 pessoas viviam na área urbana do município, enquanto 11.782 viviam na área rural. O IDH da cidade, medido também em 2010, é de 0,601, considerado como médio.
Em relação a nacionalidade dos habitantes, todos são brasileiros natos. Dentre eles, 99,33% (21.304) nasceram no Nordeste; 0,35% (76) no Sudeste; 0,06% (13) no Sul; e 0,26% (56) não tiveram seu lugar de nascimento especificado.

### Composição étnica e religião
Segundo dados divulgados pelo IBGE no ano de 2010, 55,97% (12 004) da população se identifica como parda, 23,08% (4 950) como preta, 19,9% (4 267) como branca, 0,92% (197) como amarela e 0,14% (31) como indígenas.
De acordo com dados de outra pesquisa realizada no mesmo ano pela mesma organização, as religiões seguidas pelos habitantes do município, em ordem decrescente, são o catolicismo romano 82,51% (17 697); evangelismo 11,56% (2 480); pessoas sem religião 3,16% (677); fiéis da Igreja Apostólica Brasileira 1,52% (326); testemunhas de Jeová 0,66% (142); outras religiosidades cristãs 0,4% (87); espiritismo 0,14% (31) e o catolicismo ortodoxo 0,04% (9). O padroeiro de Mutuípe é São Roque.

## Política
A Câmara Municipal de Mutuípe tem 11 vereadores. Na última eleição municipal, em 2024, o candidato a vereador mais votado foi a Dalva do Hospital, do PV, com 721 votos. O partido com mais representantes na câmara foi o PP, com 3 dos 11 vereadores. Já o prefeito é João Carlos que está no cargo desde 2025 e que trabalhava como vereador na legislatura anterior. Ele foi eleito com 7.170 votos, equivalente a 49,19% dos votos válidos. Seu vice é Hugo Leonardo, que também está no cargo desde 2025.
Até 2 de julho de 1949, Mutuípe pertencia à Comarca de Ubaíra, quando, pela Lei n.° 175, se criou a Comarca de Mutuípe, compreendendo o município de mesmo nome. Pertence a 109° zona eleitoral do estado. Em outubro de 2024, o município possuía um eleitorado de 17.846 pessoas, sendo que 15.301 eleitores (85,74%) participaram da votação na eleição daquele ano.

### Autoridades municipais de Mutuípe
- Prefeito: João Carlos Rauedys Cardoso da Silva - PT (desde 2025)[35]
- Vice-prefeito: Hugo Leonardo Sacramento Lopes - PSB (desde 2025)[36]
- Presidente da câmara municipal: Jesulino Santos Júnior - PP (desde 2023)[37][38]

## Subdivisões
Atualmente, Mutuípe é composto apenas do distrito sede. Antigamente, o município tinha um distrito além da sede, chamado de Fojo, que foi criado em 1933 e extinto no ano de 1938.

## Economia
A economia local se baseia no setor primário, o que significa que a principal atividade econômica é a agropecuária, focada principalmente na produção do cacau, mas que também produz coisas como banana, guaraná, cravo da índia, pimenta do reino e seringueiras, além de feijão, milho e mandioca como subsistência. Outro setor tão importante quanto é o terciário, relacionado a serviços, com lojas de alimentos, tecidos, móveis, eletrodomésticos, produtos farmacêuticos, produtos agropecuários entre outros. O PIB de Mutuípe, medido em 2021, é de R$ 471,38 milhões, o colocando em 90° entre os municípios baianos. Enquanto isso, o PIB per capita é de R$ 21.100,38. O fator Renda no IDH e de 0,618. A proporção de pobreza é de 40,50. A renda média dos trabalhadores formais é de 1,7 salários mínimos.

## Infraestrutura

### Transporte
Mutuípe é conectado a outras cidades via estrada por duas rodovias: a BA-540, que liga o município a Amargosa, chamada na cidade de Rua Bernadino Lopes, e pela BR-420, que leva a Jiquiriçá e a Laje, e recebe nomes como Av. do Cruzeiro, Av. Bartolomeu Chaves, entre outros, dependendo do trecho. Outra avenida importante do local é a Av. 12 de Outubro, uma área majoritariamente comercial. O município possui, também, uma rodoviária. Em 2023, a frota municipal era de 10.062 veículos, sendo 4.646 motocicletas, 3.132 automóveis e 2.284 outros tipos de veículos.
Em 1905, chegou à cidade a Tramroad Nazaré, uma ferrovia usada tanto para o transporte de carga quanto para o de pessoas. A estação da cidade ficou aberta até 1945, quando foi trocada por outra logo em seguida. A substituição ocorreu pelo aumento do trânsito de carga e de passageiros, Além de que, quando o trem estacionava, alguns de seus vagões ficavam sobre o pontilhão, atrapalhando o trânsito. A linha funcionou até 1967, quando foi desativada.

### Educação

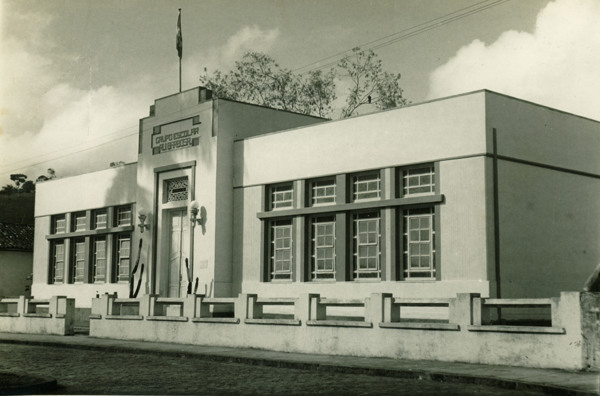
Grupo Escolar Ruy Barbosa, primeiro lugar a abrigar o ginásio da cidade.

De acordo com dados de 2021, haviam na cidade 39 estabelecimentos de ensino fundamental, 2 845 matrículas e 148 docentes trabalhando neles, além de 1 estabelecimento de ensino médio com 762 matrículas e 27 docentes. A taxa de escolarização em 2010 era de 98,7%, a taxa de analfabetismo era de 23,8% e o fator educação do IDH do município é de 0,467.

### Mídia e Comunicações
O código de área (DDD) de Mutuípe é 75, enquanto o Código de Endereçamento Postal (CEP) vai de 45480-000 à 45489-999. Mutuípe possui uma rádio sediada na cidade, a Rádio Interativa FM 96.5. Havia, também, um periódico que circulava na cidade chamado "O Mutuípe".

## Cultura

### Esporte
A cidade tem um estádio de futebol, cujo nome é Pedro Alves da Silva, em homenagem a um ex-prefeito do município. Ele é usado na disputa de campeonatos amadores de futebol, além de possuir uma pista de atletismo. Dentre as organizações que utilizam do estádio está a Seleção de Mutuípe, que representa a cidade. Em 2023, o time foi campeão da Copa Intervale Master, competição amadora realizada na Bahia. O lugar foi danificado devido a enchente do Rio Jiquiriçá em 2021, e foi reinaugurado em 2024, recebendo uma quadra de areia, um parque e uma academia ao ar livre.

### Prefeitura
- Página principal
- Instagram
- Facebook

### Câmara Municipal
- Página principal
- Instagram
- Facebook